# Ralph Benatzky
Œuvres principales
L'Auberge du Cheval-Blanc
Ralph (Rudolf František Josef) Benatzky, né le 5 juin 1884 à Mährisch-Budwitz en margraviat de Moravie et mort le 16 octobre 1957 à Zurich, est un compositeur autrichien.
Benatzky est surtout connu du grand public pour l'opérette L'Auberge du Cheval-Blanc. Mais il a également composé des opéras, des opérettes, des musiques de films et plus de deux mille chansons.

## Biographie
Né en Moravie, le jeune Benatzky, à l'âge de 15 ans, se rend à Vienne pour rejoindre l'armée comme élève-officier après avoir été renvoyé de son école de Leitmeritz pour insubordination. Sa carrière militaire se termine en 1909 pour des raisons médicales. Il étudie à Vienne, Prague et Munich, il obtient un doctorat en philosophie avec une thèse sur Goethe et la chanson populaire à Vienne. En même temps, il étudie la musique avec Antonín Dvořák à Prague et Félix Mottl à Munich. Benatzky opte alors définitivement pour une carrière musicale, d'abord comme un auteur-compositeur de chansons de cabaret. En 1910, il  devient chef d'orchestre au Kleines Theater de Munich.
En 1912, il obtient ses premiers succès en tant que directeur artistique du cabaret Bonbonniere à Munich et en 1914 en tant que codirecteur du Bunten Bühne Rideamus à Vienne. Le 4 octobre 1909, Benatzky épouse la chanteuse et actrice Fedi Férard (en fait Eugénie Ninon Decloux), mais vers 1914 le mariage se termine par un divorce. Le 15 novembre de la même année, il épouse la chanteuse Josma Sélim, dont il est le principal compositeur et  accompagnateur.
C'est en 1910 qu'il écrit sa première opérette mais son premier grand succès est Liebe im Schnee créée en 1916 au Ronacher Theater de Vienne, produit par Oscar Straus et mis en scène par Miksa Preger. Liebe im Schnee est suivi par plusieurs autres succès : Yuschi Tanzt (109 représentations), Apachen (1920), produit à l'Apollo theater avec Louis Treumann puis au Palladium de Londres ; Pipsi (1921 ), qui confirme le succès de Yuschi avec 104 représentations au Wiener Bürgertheater, avant d'être joué à Budapest et 1922, Ein Märchen aus Florenz (1923, une centaine de représentations au Johann Strauss -Theater de Vienne et puis au Deutsches Opernhaus de Berlin avec Richard Tauber.
En 1924, la revue An Alle au Grosses Schauspielhaus de Berlin marque le début de sa collaboration avec le metteur en scène Erik Charell. En raison des bonnes conditions financières qui lui sont offertes il s'installe à Berlin avec son épouse. Entre 1924 et 1928, il compose essentiellement les musiques des revues. Il entreprend alors la trilogie qui le rendra célèbre : Casanova (1928), Les trois mousquetaires (1929) et surtout L'Auberge du Cheval-Blanc (1930). Ces opérettes sont caractérisées par le mélange habile de la musique classique avec de nouveaux sons de jazz des années 1920. Benatzky qualifie lui-même la musique des trois mousquetaires comme « d'hier et d'aujourd'hui ». Dans L'Auberge Benatzky mêle des thèmes typiques (pseudo) folkloriques avec la musique de son temps comme des rythmes syncopés de danse. Il obtient avec cette œuvre un succès dans le monde entier notamment avec des productions importantes à Londres, Vienne (1931), Paris (1932) et New York (1936). Benatzky est le responsable de la conception musicale de l'opérette, mais d’autres musiciens, à la demande de Charell, collaborent à la partition : Robert Stolz, Robert Gilbert ou Anton Profès.
Le succès financier de l'Auberge du Cheval-Blanc lui permet d'acheter une villa à Thoune, en Suisse. Préoccupé par la situation politique en Allemagne, il quitte Berlin et s'installe à Thoune avec sa troisième épouse, la danseuse Mélanie « Mela » Hoffmann. Il compose de petites comédies musicales dont il écrit les livrets : Adieu Mimi (1926), Meine Schwester und ich (1930), Bezauberndes Fräulein (1933) et Das kleine Café (1934).
Benatzky écrit pour Zarah Leander, une parodie de comédie musicale hollywoodienne, Axel an der Himmelstür créée au Theater an der Wien (1936, paroles de Hans Weigel). C'est le premier succès hors de Suède pour la chanteuse qui devient proche du régime nazi. Lorsque l'Ufa l'engage, elle insiste pour que Benatzky compose la musique de ses premiers films, tels que les chansons à succès Yes, Sir et Ich steh im Regen pour le film Zu neuen Ufern (1937) sortie en France sous le titre Paramatta, bagne de femmes (1938).
En juin 1938, il quitte la Suisse et se rend à Hollywood, où il signe un contrat avec la Metro-Goldwyn-Mayer, contrat qu'il rompt en raison des conditions de travail qui lui sont imposées. Privé de la nationalité suisse, en 1940, il réside en permanence aux États-Unis. Il dirige un orchestre tous les jours pendant une demi-heure pour une station de radio. Il traduit en allemand des textes américains tels que Porgy and Bess, mais aussi les mémoires de William Somerset Maugham (The Summing Up, 1948) et participe à des concerts et des tournées. 
En 1948, il peut retourner en Suisse et il s'installe à Zurich. Il y publie son autobiographie, In Dur und Moll (En majeur et en mineur, 1953). Il y décède le 16 octobre 1957. Il est enterré dans la commune de Sankt Wolfgang im Salzkammergut, lieu de l'action de l'Auberge du Cheval-Blanc. 
Ses archives sont conservées à l'Académie des Arts de Berlin. Depuis 1962 une rue porte son nom à Vienne, la Benatzkygasse.

## Œuvres principales
- Liebe im Schnee (Vienne, 1916)
- Die tanzende Maske (1918)
- Die Verliebten (Vienne, 1919)
- Ju-Shi tanzt (1920)
- Apachen (1921)
- Pipsi (1921)
- Ein Märchen aus Florenz (1922)
- Aria appassionata (1922)
- Für dich (Berlin, 1925 - Revue)
- Adieu Mimi (Vienne, 1926)
- Der lachende Dreibund (1927)
- Die Blinde (1927)
- Casanova (1928), d'après la musique de l'opérette Cagliostro in Wien composée en 1875 par Johann Strauss II
- Mit dir allein (1929)
- Die drei Musketiere (Berlin, 1929)
- Meine Schwester und ich (Berlin, 1930)
- Im weissen Rössl - L'Auberge du Cheval-Blanc (Berlin, 1930)
- Cocktail (Berlin, 1930)
- Zur Gold'nen Liebe (Berlin, 1931)
- Zirkus Aimé (Berlin, 1932)
- Bezauberndes Fräulein (Vienne, 1933)
- Das kleine Café (Vienne, 1934)
- Axel an der Himmeltür (Vienne, 1936)
- Kleinstadtzauber (1947)
- Ein Liebestraum (1951, d'après la musique de Franz Liszt)
- Mon ami René (1951)
- Don Juans Wiederkehr (1953)